# Agulló (Àger)
Agulló és una entitat de població del municipi d'Àger a la comarca de la Noguera. El llogaret se situa a la vall d'Àger, prop d'on es divideixen les aigües entre la Noguera Pallaresa i la Noguera Ribagorçana, al centre del terme municipal i a l'oest de la vila d'Àger. Té una església dedicada a Sant Mateu i celebra la festa major el tercer cap de setmana del mes d'agost. El 2018 tenia 49 habitants.

## Història
La Vall d'Àger fou conquerida per Arnau Mir de Tost a la primera meitat del segle xi. Aquest llogaret ja és citat el 1070 (com a Torres de l'Agulló, antic nom del nucli), quan el ja vescompte Arnau Mir de Tost el cedeix a Ponç Onofre perquè l'eixamplés, millorés i en fes un mur; mentre que deixà les servituds a la gent que hi habitava que pagarien els delmes i primícies a Onofre. Més endavant el 1267, quan formava part dels dominis de Ramon de Llimiana, és cedit al monestir de Sant Pere d'Àger.
Fou municipi independent fins a meitat del segle xix quan s'incororà a Àger.